# Leonor de Alvim
Leonor de Alvim (m. Reboreda, 1388).  Noble portuguesa, miembro de una familia noble de Entre Douro e Minho, fue hija de Juan Pires de Alvim y de Blanca Pires Coelho.  Sus abuelos paternos fueron Martim Pires de Alvim y Margarida Pires Ribeiro y los maternos Esteban (Estevão) Pires Coelho y su esposa Maria Mendes Petite. Era sobrina de Pedro Coelho, cortesano de Alfonso IV de Portugal.
Natural de Reboreda, después de su matrimonio con el condestable Nuno Álvares Pereira, vivió en Pedraça, en el solar conocido como Casa da Torre. Cuando en 1377 el rey Juan I de Portugal convocó las cortes en Braga, Nuno participó como procurador de los hidalgos del reino. Estando en las cortes, recibió la noticia de que Leonor se encontraba muy enferma. Cuando llegó a Oporto, donde se encontraba su esposa, ya esta había fallecido. Fue sepultada en el Convento de las Monjas Dominicanas de Vila Nova de Gaia.

## Matrimonios y descendencia
Se casó en primeras nupcias con Vasco Gonçalves Barroso del cual enviudó sin descendencia. Posteriormente, contrajo un segundo matrimonio el 15 de agosto de 1376 con el condestable Nuno Álvares Pereira. De este matrimonio nació:
- Beatriz Pereira de Alvim, primera duquesa de Braganza por su matrimonio con el duque Alfonso I de Braganza,[5] hijo natural del rey Juan I de Portugal.[6]